# Ligne de Debrecen à Nagykereki par Sáránd
La Ligne de Debrecen à Oradea par Sáránd et Nagykereki ou ligne 106 est une ligne de chemin de fer de Hongrie. Elle relie Debrecen à Nagykereki par Sáránd.